# Lac d'Argento
Le lac d'Argento (lavu d'Argentu), parfois dénommé "lac d'Argent", est un lac de Haute-Corse (France), situé à 400 mètres à vol d'oiseau au nord-ouest du Monte Cinto ; son altitude est de 2 294 m.
Le GR 20 (étape Asco-Stagnu - Tighiettu, depuis 2015) passe 100 m à l'ouest, à une altitude similaire. 